# If I Needed Someone
«If I Needed Someone» es una canción del grupo de rock británico The Beatles escrita por George Harrison. Aparece en el álbum Rubber Soul lanzado a fines del año 1965.
Harrison se inspiró para ella en dos canciones de The Byrds: "The Bells of Rhymney" y "She Don't Care About Time". Aunque ciertamente es una canción bastante simple, ya puede oírse el toque personal de George que será característico en temas posteriores.
Esta canción era virtualmente la única composición de Harrison interpretada en vivo durante los viajes de The Beatles en 1966 y para ello usaba su guitarra Rickenbacker 360/12 al momento de tocar, la que entregaba el sonido característico al tema. La cantó en los conciertos de Tokio y en su gira por Alemania en 1966. También la interpretó durante el último concierto de The Beatles en el Candlestick Park, en la ciudad de San Francisco, el 29 de agosto de 1966.

## Personal
- George Harrison: Voz principal, guitarra líder (Rickenbacker 360/12 "New Style" con transporte en el 7.º casillero).
- John Lennon: Armonía vocal, guitarra rítmica (Fender Stratocaster Sonic Blue).
- Paul McCartney: Armonía vocal, bajo (Rickenbacker 4001s).
- Ringo Starr: Batería (Ludwig Super Classic), Pandereta.
- George Martin: Armonio